# Mirabilis expansa
Mirabilis expansa (mauka o chago) es una especie de planta de la familia Nyctaginaceae, que se cultiva como verdura de raíz en la región de los Andes, en altitudes entre 2200 a 3500 m s. n. m. en zonas frías y ventosas. La parte aérea de la planta muere con las heladas, pero la raíz es muy resistente. Las raíces tuberosas pueden alcanzar unos 10 cm de diámetro, y la producción luego de 2 años de maduración alcanza 50,000 kg/ha.
Se le considera un cultivo subutilizado, y ha recibido atención por su capacidad de crecer en condiciones en las que no prosperan otros cultivos de raíz. La región andina está considerada una de las zonas más importantes para el desarrollo y diversificación de cultivos.

## Historia
M. expansa fue un cultivo importante en el Imperio Inca, y se lo consideraba perdido. En Bolivia, se le denomina mauka. En Perú se la conoce por varios nombres tales como chago, arricon, yuca, inca, cuship, y chaco. En Ecuador se le denomina miso, taso, o pega pega. El cultivo del mauka fue descrito por primera vez en una comunidad rural en Bolivia en la década de 1960. Luego de 15 años se encontraron plantas en Ecuador y Perú y es en esos países donde se ha expandido su cultivo. Es posible que una de las razones por las que el mauka haya sobrevivido en tres sitios diferentes sea que los Incas tenían una política de trasplantar los cultivos valiosos a comunidades en distintos puntos del imperio.

## Descripción
La planta puede alcanzar 1 m de altura y es resistente a enfermedades. Mauka produce una raíz tuberosa comestible y su sección superior posee abundante follaje que se desarrolla a partir de sus brotes basales. Mauka es una planta perenne ya que la parte comestible de su cuello crece a lo largo del tiempo. Los tallos de Mauka son cilíndricos con nodos en ellos; de los nodos brotan pares de hojas. Las inflorescencias se desarrollan sobre ramas delgadas que alcanzan 3 a 6 cm de largo. Estas ramas se encuentran recubiertas de pelillos que continuamente capturan insectos pequeños. El color de las flores depende de la ubicación geográfica. En Bolivia las flores son púrpura y en Ecuador son púrpuras y blancas. Bajo tierra los tallos toman un color salmón-rosado y son blandos y carnosos. Llegan a medir 50 cm de largo y 5 cm de ancho. Se ha observado que algunas de las raíces de una planta madura de mauka han alcanzado las dimensiones del antebrazo de un hombre.

## Usos
La mauka se cultiva principalmente por su raíz tuberosa, para el consumo doméstico y como alimento para los animales. Es un alimento alto en carbohidratos complejos, y constituye una fuente de energía natural y sostenida en el tiempo; la raíz fresca aporta entre 134 y 162 calorías, 25.4 g de carbohidratos, 1.85 g de fibra dietética y 2.29 g de proteína por cada porción de 100 gramos. Todas las partes de la planta son comestibles, las hojas se pueden utilizar como ensalada e incluso los tallos duros de la planta pueden comerse después una larga cocción. En algunos sitios las hojas de Mauka también son utilizadas como alimento para los animales, ya que pueden aportar cantidades importantes de proteínas.